# Vigilio Federico Dalla Zuanna
Vigilio Federico Dalla Zuanna OFMCap (* 24. Dezember 1880 in Valstagna; † 4. März 1956 in Rom) war der 63. Generalminister des Ordens der Minderbrüder Kapuziner und Bischof von Carpi.

## Leben
Vigilio Dalla Zuanna, Taufname Federico, Ordensname Vigilio da Valstagna, trat mit 13 Jahren in die Provinz Venetien des Kapuzinerordens ein (Profess am 27. April 1903) und wurde am 25. Juli 1904 in Venedig zum Priester geweiht. 1908 wurde er nach Rom geschickt, wo er sein Studium der Theologie und Philosophie abschloss und auch Diplome in Hebräisch und Paläographie erwarb. Nach seiner Rückkehr in die Provinz wurde er zum Dozenten an der Theologischen Universität Padua berufen.
Während des Ersten Weltkriegs diente er als Militärkaplan, dann als Provinzialminister von Venetien und von 1932 bis 1938 als Generalminister des Ordens. In dieser Funktion besuchte er zahlreiche europäische Länder und die Missionen in Paraná, Brasilien. Zugleich war er apostolischer Prediger im päpstlichen Haushalt (1931–1941). 1940 wurde er zum Konsultor der Ritenkongregation bestellt.
Alle Initiativen und Entscheidungen seines Generalats erfolgten in einzigartiger Übereinstimmung mit Papst Pius XI., der ihn 1941 zum Bischof von Carpi ernannte. Die Weihe erhielt er am 8. Juni 1941 in der Kirche San Lorenzo da Brindisi in Rom durch Kardinal Granito Pignatelli; Mitkonsekratoren waren zwei Kapuzinerbischöfe: Luca Ermenegildo Pasetto von Iconium (Sekretär der Ordenskongregation) und Cornelio Sebastiano Cuccarollo von Otranto.
Als Bischof unterstützte er die Seelsorgearbeit der Geschwister Saltini, Nina und Zeno. Dies führte zu Spannungen mit dem Heiligen Stuhl und sogar zur Entsendung eines Kommissars des Heiligen Offiziums nach Carpi. Während des Zweiten Weltkriegs setzte er sich für die Verteidigung von Gefangenen und Gefährdeten ein, unabhängig von ihrer Fraktion. 
Unter den Vorfällen, bei denen dank seines Eingreifens – auch dank seiner Deutschkenntnisse – Leben gerettet wurden, verdienen die Ereignisse von Limidi di Soliera besondere Erwähnung. Am 20. November 1944 sollten sechzig Bürger von Limidi und Soliera, die als Vergeltung für die Befreiung des Gemeindegebiets durch Partisanen und die Hinrichtung von sechs Faschisten festgenommen worden waren, an der Mauer der Pfarrkirche erschossen werden. Dank des Eingreifens von Bischof Vigilio konnte das jedoch verhindert werden.
Er blieb bis 1952 Bischof von Carpi und zog sich 1953 nach Rom zurück, nachdem er zum Titularerzbischof von Mocissus ernannt worden war. Dort starb er am 4. März 1956 im Alter von 75 Jahren. Er ist in der Kathedrale von Carpi begraben.
Straßen in den Gemeinden Carpi, Mirandola und Soliera (im Gebiet Limidi) und Valstagna sind nach ihm benannt. Am 16. April 2004 verlieh ihm der Präsident der Italienischen Republik, Carlo Azeglio Ciampi, postum die Goldene Medaille für zivile Tapferkeit.